# Minima Moralia

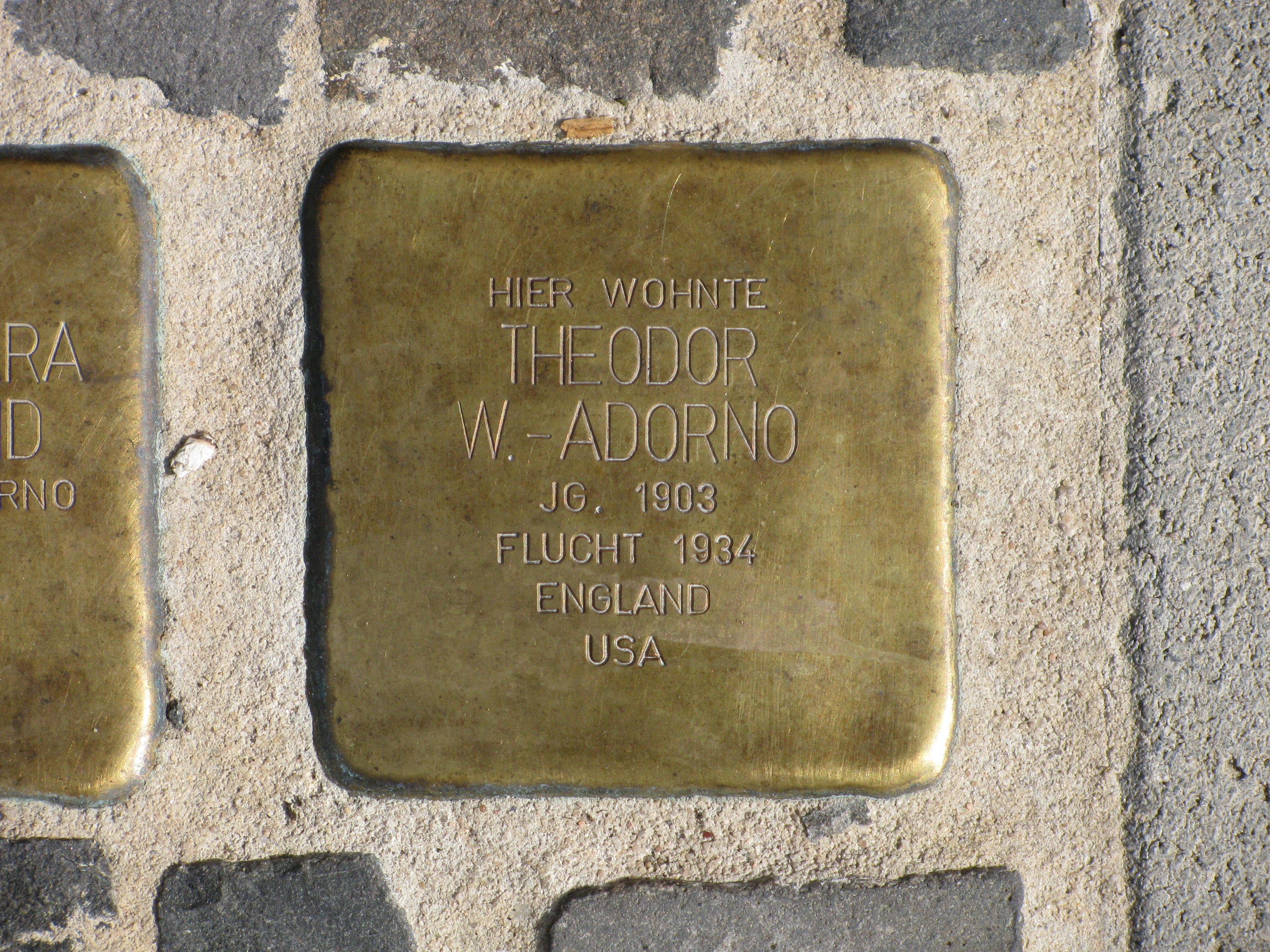
Snubbelsten tillägnad Theodor W.-Adorno. 1, Seeheimer Straße 19, Oberrad, Frankfurt am Main.

Minima Moralia: reflexioner ur det stympade livet är en bok skriven av filosofen Theodor W. Adorno från 1951. Adorno började skriva den under andra världskriget, 1944, medan han levde i exil i Amerika, och avslutade den 1949. Den skrevs ursprungligen till hans vän Max Horkheimers 50-årsdag, som tillsammans med Adorno hade skrivit den tidigare boken Upplysningens dialektik.
Boktiteln är inspirerad av Magna Moralia, ett verk beträffande etik som traditionellt tillskrivs Aristoteles, även om modern vetenskaplig konsensus tillskriver det en senare, om än till Aristoteles sympatisk, författare. Som Adorno skriver i inledningen är den "sorgliga vetenskapen" (en ordvits med Nietzsches Den glada vetenskapen) som boken handlar om, "läran om det goda livet", ett centralt tema i både de grekiska och hebreiska källorna till västerländsk filosofi. I mitten av 1900-talet hävdar Adorno att ett gott, ärligt liv inte längre är möjligt eftersom vi lever i ett omänskligt samhälle. "Livet lever inte", förklarar bokens inledande epigram, ett citat från Ferdinand Kürnbergers bok Der Amerikamüde. Adorno illustrerar detta i en serie korta reflexioner och aforismer som boken är uppdelad i, och som rör sig från vardagliga erfarenheter till oroande insikter om allmänna tendenser i det senmoderna samhället. Ämnen som behandlas är bland annat leksakers subversiva karaktär, familjens ödeläggelse, det oäkta i äktheten, samtalets förfall, ockultismens framväxt, användningen och missbruket av semikolon samt taktfullhetens historia. Adorno visar läsaren hur de minsta förändringarna i det vardagliga livet står i relation till 1900-talets mest katastrofala händelser.
Boken erkänner sina rötter i författarens "skadade liv", som en av många intellektuella som drivits i exil av fascismen, och som enligt Adorno "lemlästats utan undantag". Men som en av dess aforismer lyder: "Splittret i ögat är det bästa förstoringsglaset". Så som splitter som lämnats kvar från filosofins krossade spegel försöker bokens fragment att belysa ledtrådar om mänsklighetens nedstigning till omänsklighet i sin omedelbara omgivning.